# Hausen bei Hofhegnenberg
Hausen bei Hofhegnenberg ist ein Gemeindeteil und eine Gemarkung in Steindorf, einer Gemeinde am südöstlichen Rand des schwäbischen Landkreises Aichach-Friedberg.

## Name
Zur Unterscheidung vieler gleichnamiger Orte wird ab dem 14. Jahrhundert der differenzierende Zusatz „bei Hofhegnenberg“ angefügt.

## Geschichte
Das Kirchdorf Hausen gehörte den Grafen Dux von Hegnenberg. Der Ort war ein Teil der geschlossenen Hofmark Hofhegnenberg des Kurfürstentums Bayern. Mit dem Gemeindeedikt von 1818 entstand die Gemeinde Hausen bei Hofhegnenberg. Vor der kommunalen Neuordnung Bayerns gehörte die Gemeinde zum Landkreis Fürstenfeldbruck. Am 1. Juli 1972 wechselte sie in den Landkreis Aichach-Friedberg. Die Gemeinde wurde mit den Nachbargemeinden Eresried und Hofhegnenberg am 1. Mai 1978 nach Steindorf eingegliedert.